# Kortvinmakreelhaai

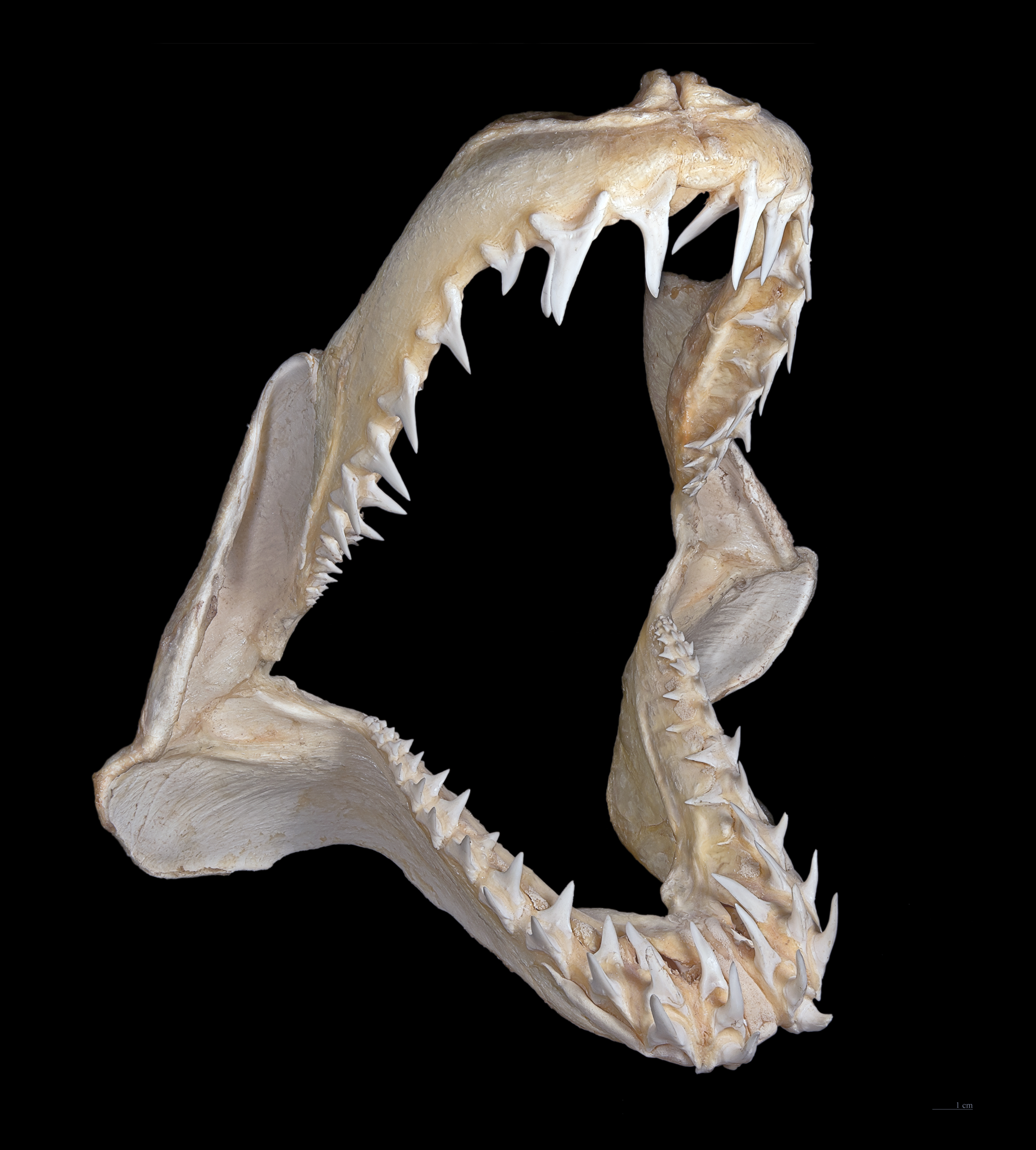
Isurus oxyrinchus

De kortvinmakreelhaai, makohaai of mako (Isurus oxyrinchus) is een vis uit de familie Lamnidae en behoort derhalve tot de orde van makreelhaaien (Lamniformes). Een volwassen exemplaar heeft een lengte van ongeveer 4 meter.

## Kenmerken
De makreelhaai is 's werelds snelste haai. Hij heeft een op snelheid gebouwde staart, met sterk ontwikkelde kielen aan de zijkant van de staartwortel. Tevens heeft hij grote, niet-gezaagde, dolkvormige tanden. Hij heeft een witte buikzijde. De lichaamslengte bedraagt maximaal 400 cm bij een gewicht van 570 kg. Deze soort is eierlevendbarend. De soort is een van de weinige warmbloedige vissen.

## Leefwijze
Het voedsel bestaat uit snel zwemmende prooien, zoals makrelen, tonijnen en pijlinktvissen. Tijdens de achtervolging van zijn prooi kan hij metershoog uit het water opspringen.

## Leefomgeving
De kortvinmakreelhaai is een zoutwatervis. De vis prefereert een subtropisch klimaat en komt voor in de Grote, Atlantische en Indische Oceaan, maar ook in de Middellandse Zee, op dieptes tot 740 meter.

## Relatie tot de mens
De kortvinmakreelhaai is voor de visserij van beperkt commercieel belang. In de hengelsport wordt zeer vaak op de vis gejaagd.